# Менгир Эр-Грах
Менги́р Эр-Грах (фр. Menhir d'Er-Grah или Grand menhir brisé —«большой расколотый менгир», брет. Men ar hroëc'h) — древний обелиск. Был крупнейшим в Европе до своего падения и вызванного им разрушения (высота около 20 метров, толщина 3 метра, масса — около 280 тонн). Название в переводе с бретонского означает «камень феи». Расположен на территории коммуны Локмарьякер, департамент Морбиан, Франция. Возведение менгира относится к V тысячелетию до н. э. В доисторические времена он упал и в результате раскололся на четыре фрагмента. До своего падения возвышался в центре ансамбля из трёх мегалитических объектов, в число которых, помимо него, входят Курган Эр-Грах и Табль-де-Маршан.

## История

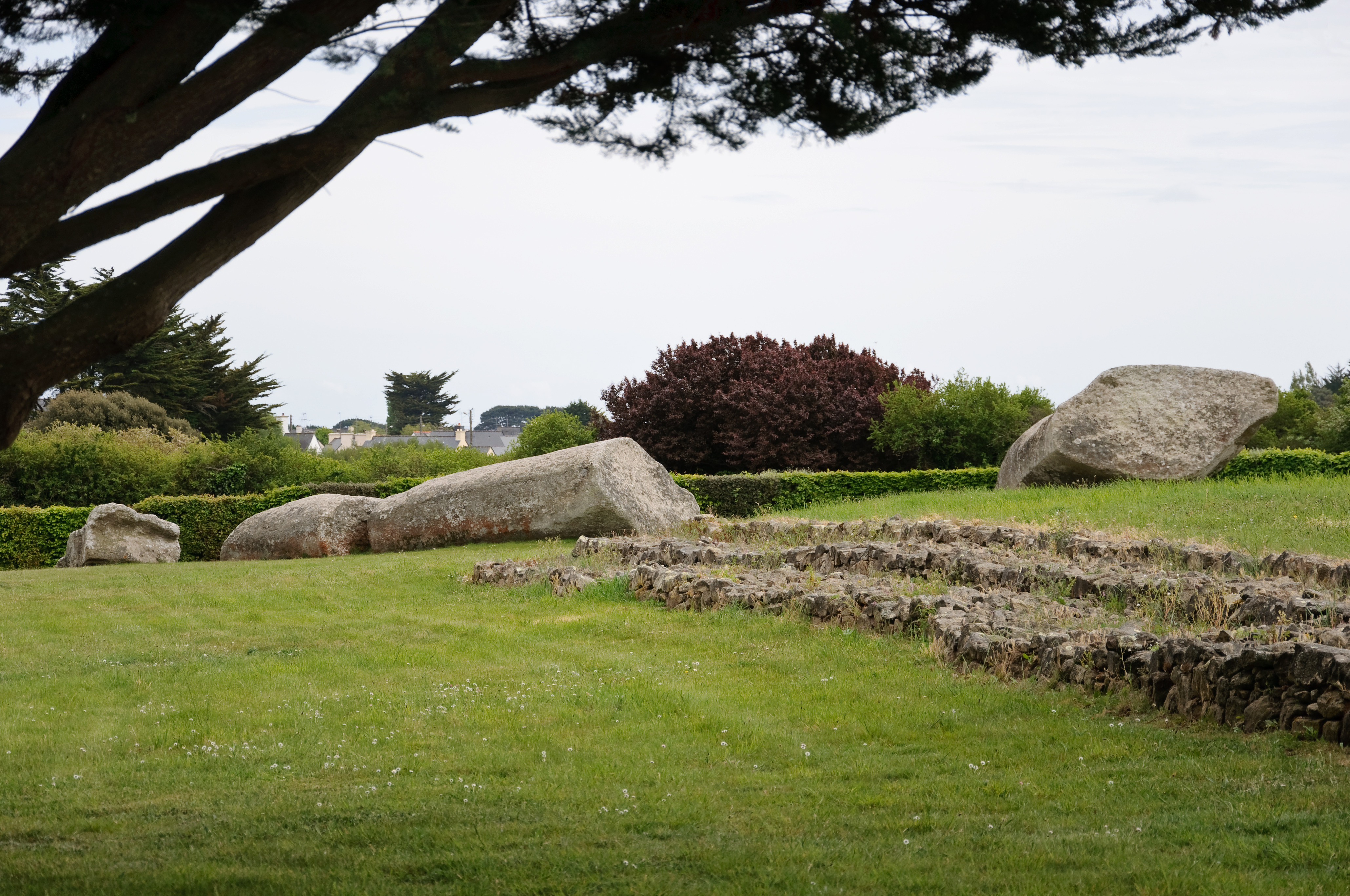
Вид на менгир Эр-Грах со стороны кургана Эр-Грах

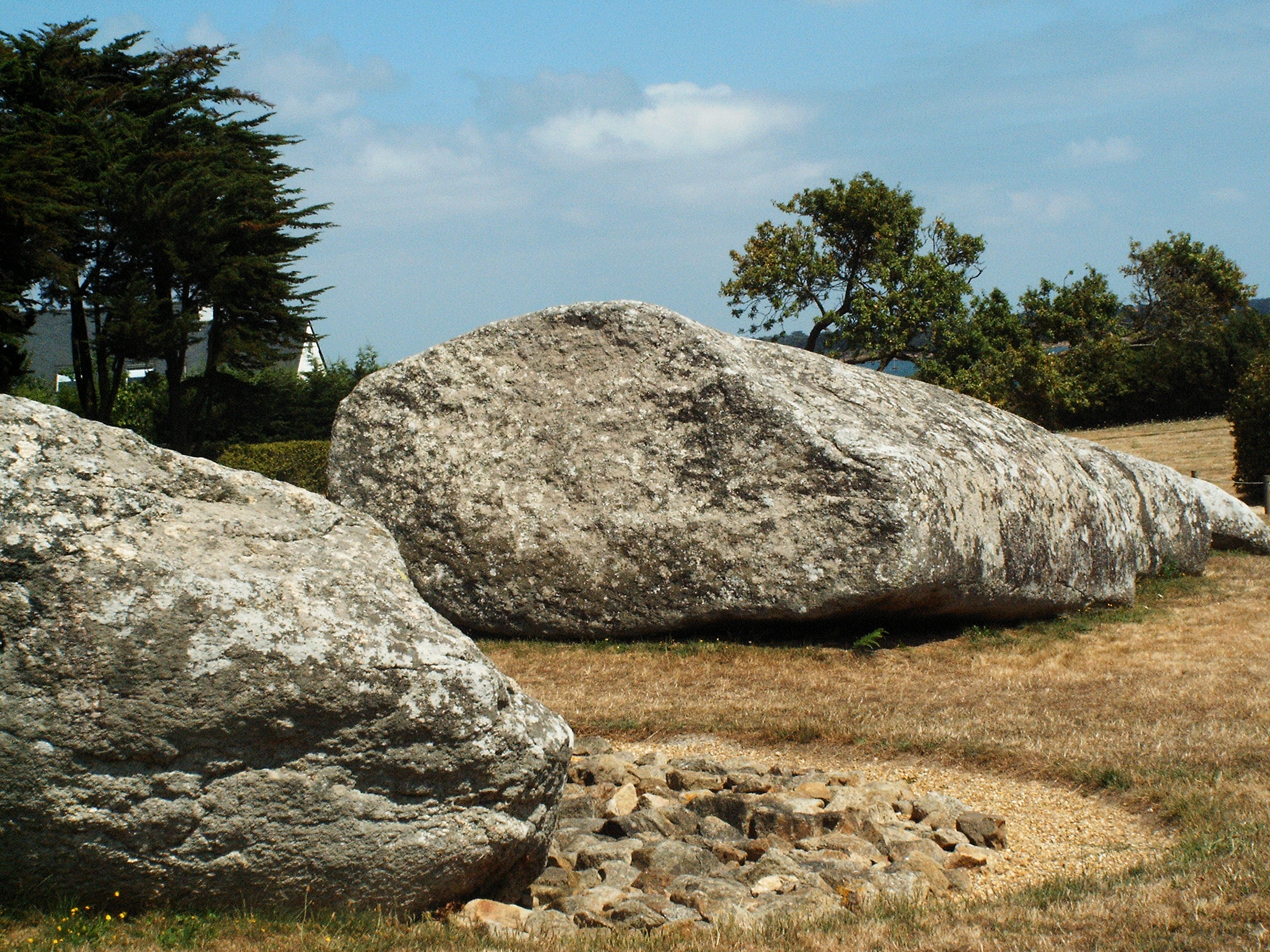
2 из четырёх осколков менгира Эр-Грах

Первые научные исследования большого менгира были произведены в 1778 году географом по фамилии Оге. Им было обнаружено, что менгир состоит из гнейса, ближайшие залежи которого находятся не менее чем в 10 км от местонахождения менгира. Каким образом осуществлялась транспортировка глыбы, неизвестно. По результатам исследований, проведённых в наши дни историком древних цивилизаций и археологом Шарлем-Танги Ле Ру, менгир Эр-Грах был соединён рвом с 18 другими менгирами, обнаруженными позади Табль-де-Маршан.
Вероятно, в доисторические времена менгиры были частью древнего комплекса, представлявшего собой шеренгу длиной 55 метров — от самого большого к самому маленькому и направленному в сторону севера от основания менгира Эр-Грах. Падение большого менгира произошло около 4300 года до н. э. в результате землетрясения. Некоторые из более мелких менгиров, обрушившихся по неизвестной причине немного позднее, повторно использовались на Табль-де-Маршан, но большой менгир никогда не использовался вторично после его падения.
Около 1904 года археологом Закари Ле Рузиком выдвигался проект поднять менгир Эр-Грах, но он не был реализован из-за соображения, что в этом случае уменьшится археологическая ценность объекта.
Некоторые исследователи полагают, что менгир является «северной колонной», упоминаемой древнегреческим историком, известным под именем Псевдо-Скимн.
C 1889 года классифицирован в качестве исторического памятника Франции.